# Mimoclystia thorenaria
Mimoclystia thorenaria es una especie de polilla de la familia Geometridae, descrita por primera vez por el lepidopterólogo inglés Charles Swinhoe en 1904, con distribución en Madagascar.

## Descripción
Es una polilla pequena, con una envergadura de 25 mm. La frente es blanca pero los palpos, antenas, cabeza, tórax y las alas anteriores son de color gris rosado oscuro. El color de fondo de las alas anteriores es blanco puro, con una banda basal ancha de color gris oscuro (casi marrón).
Tiene una forma bastante triangular, similar a la del género Scotopteryx. La línea posmediana del ala tiene una forma similar a la de Scotopteryx deversa, o un poco más resaltante que la de cualquier espécimen de M. explanata. El ala posterior presenta un marcado matiz ocre. La parte inferior del ala posterior, junto a las partes costal y apical del ala anterior, es muy vistosa, con una mezcla de naranja y rojo y marcas blanquecinas. La línea posmediana del ala posterior presenta una marcada proyección entre el tercer radial y el primer medio.